# Вопрос наследования Карла Смелого

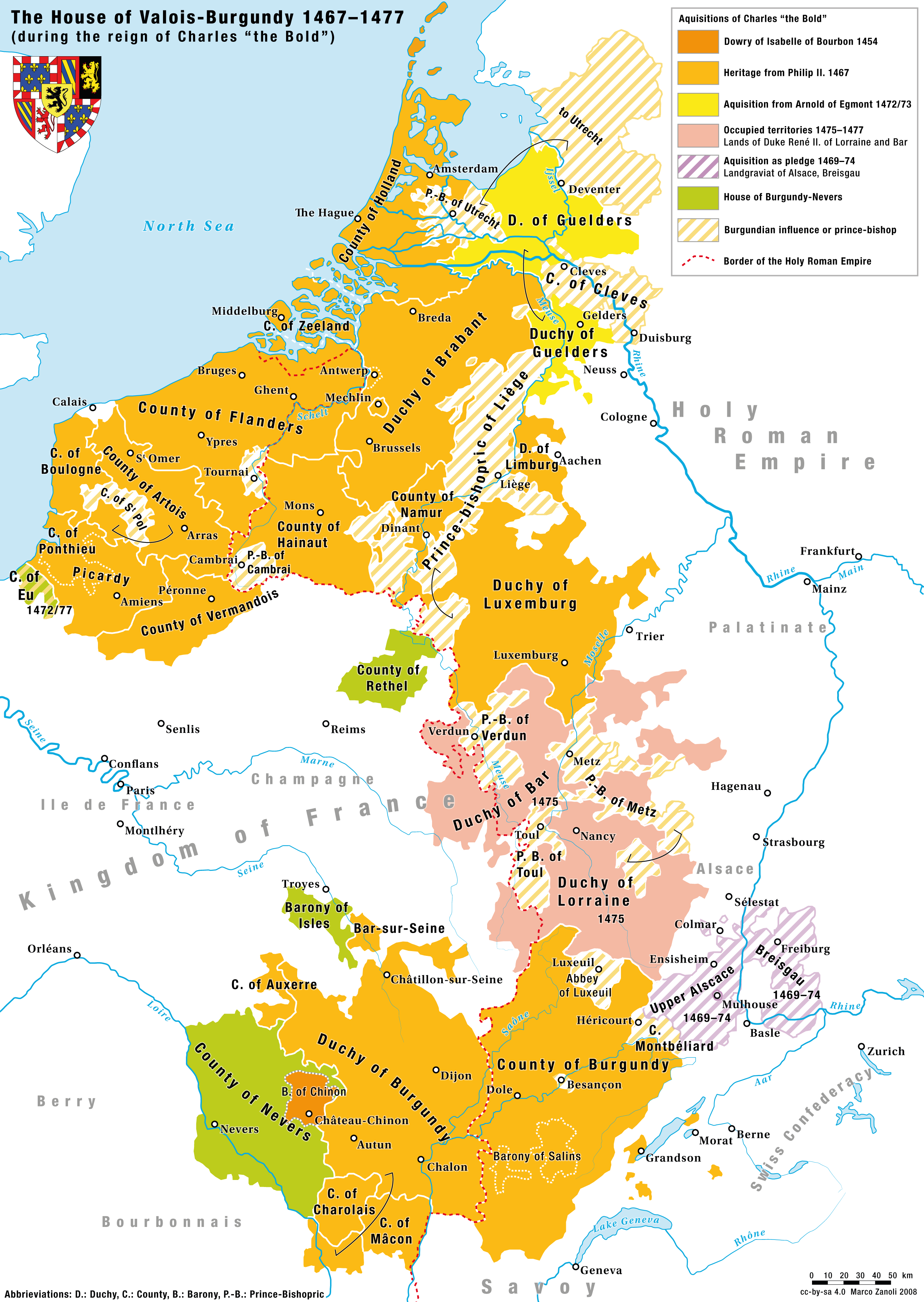
Бургундская держава в годы правления Карла Смелого (1467—1477)

Наследование Карла Смелого (фр. Succession de Charles le Téméraire) — политический вопрос, возникший после смерти бургундского герцога Карла Смелого в битве при Нанси и привёдший к войне между Францией и Священной Римской империей.

## Бургундия после смерти Карла Смелого
Когда Людовик XI отправил своё войско оккупировать герцогство Бургундия, он одновременно ссылался на доказывал мужественность титула и желание сохранить права новой герцогини и своей крёстной Марии Бургундской. 12 января в Дижон вошёл 7-летний сын короля Карл Амбуазский с письмами своего отца о том, что герцогство теперь принадлежит королевству Франция.
В ответ Мария написала жителям герцогства 23 января, что не нуждается в защите и что герцогство не является собственностью короля. Это утверждение шло вразрез с тем, что герцогство передавалось сыновьям королей Франции (Роберта II и Иоанна II, последний в 1361 г. унаследовал его после смерти бездетного герцога Филиппа I).. Однако уступки феодов, начиная с 1314 и на протяжении всего XIV в., делались без учёта наследования по женской линии. Мария также напомнила, что приобретения её предшественников — графства Оссер, ШаролеМакон вошли в состав домена бургундских Валуа не за счёт наследования по мужской линии. Людовик XI предоставил всеобщую амнистию и отменил введённые Карлом Смелым налоги, а также 18 марта 1477 г. создал парламент Бургундии. В 1477 году произошло восстание, но оно было жестоко подавлено.
Король также захватил Франш-Конте, хотя это было владения Священной Римской империи, а не Франции: сопротивление там было более ожесточенным, оно прекратились в 1481 г.

## Бургундские Нидерланды

### Брак Марии Бургундской
2 февраля 1477 г. Филипп де Коммин выразил королю опасения, что попытка силой захватить владения Карла Смелого может быть поспешной и неразумной, рекомендовав добиться брака Марии и дофина Карла. Короля не удовлетворили эти слова советника, и он отправил его в Пуату, чтобы наблюдать за герцогом Бретани..
Ещё при жизни Карла Смелого Людовик XI рассматривал вариант свадьбы их двух детей, но у этого плана были сильные противовесы :
1. политика дружбы и примирения могла позволить герцогам Бургундии восстановить утраченное могущество[8] et elle pouvait très bien ne pas déboucher sur le mariage attendu ;
2. дофин был помолвлен с Елизаветой Йоркской. Правда, Людовик согласился расторгнуть эту помолвку в 1482 году, но ситуация в Англии на тот момент сильно отличалась от той, что была в 1477 г.: помолвка его сына с Марией рисковала втянуть его в войну с англичанами, ибо нарушал заключённый договор в Пиквиньи[9]
3. 20-летняя Мария могла отказаться выйти за 7-летнего Карла, а её фламандские поданные могли не желать подпадать под власть Франции.

Несмотря ни на что, Людовик XI все же попытался добиться успеха в браке своего сына и дочери своего врага. С этой целью он отправил послом в Гент Оливье ле Дайма, который был плохо принят горожанами. Затем двор Марии отправил посольство в составе сторонников брака с французом — канцлера Гийома Гугоне и Ги де Умберкура. Король принял уполномоченную штатами Фландрии делегацию, которой заявил о желании женить своего сына на Марии при условии, что она будет находиться под его защитой. В отличие от советников Марии, делегаты сочли это предложение немыслимым.
Людовик XI попытался использовать разногласия, существовавшие между фламандцами и двором Марии, чтобы заручиться поддержкой одной из этих партий. Когда её советники предъявили письмо или наследница заявила о желании, чтобы всеми её делами руководили Гугоне, Умберкур и двое других её приближенных, считавшие свои генеральные штаты единственным источником верховной власти фламандские послы в ярости 9 марта покинули Аррас, Марии пришлось извиниться. Жители Гента снова восстали, схватили Гугоне и Умберкура с обвинениями в сдаче Артуа и принятии даров от французского короля, и 3 апреля 1477 года обезглавили их. Людовик XI осудил казнь и взял семьи убитых под свое покровительство.
Смерть Гугоне и Умберкура и удаление от двора князя-епископа Льежа Луи де Бурбона обезглавили партию сторонников брака с Карлом. Поскольку вдовствующей герцогине не удалось добиться признания идеи брака с английским принцем, был возрожден проект брака Марии и сына императора Фридриха III Максимилиана, о котором мало говорили после провала переговоров в Трире в 1473 г. Людовик XI заявил немецким князьям, что у них есть все основания опасаться усиления власти Габсбургов, но их согласия на церемонию не требовалось. 21 апреля прошло венчание по доверенности, 20 августа свальба состоялась в Ганде. Одиннадцать месяцев родится сын Филипп, а 18 месяцев спустя — дочь Маргарита.

### Война за бургундское наследство
Людовик был взбешен этим браком, и лично повёл войско покорять Эно.. Одновременно он начал судебное разбирательство об оскорблении королевского величества Карлом Смелым, по которому он лишался своих владений.
Завоевание Артуа завершилось быстро. Затем Аррас отправил к Марии делегацию, но она была перехвачена, а её участники — обезглавлены как лжесвидетели. В городе разразилось восстание, подавленное в мае 1477 г. Людовик прервал свою кампанию в Эно и принял командование армией, направленной на завоевание Фландрии. Однако 8 сентября он заключил перемирие с Максимилианом..
Несмотря на новую кампанию в 1478 г., Людовик XI не имел возможности подчинить все владения Бургундского герцогства, в то время как Максимилиан был обременён долгами. В ходе переговоров Людовик XI согласился освободить часть захваченного в Эно (Камбре, Ле-Кенуа, Бушен), а Максимилиан не отказывался от прав на Бургундию, Артуа, Булонь, Лилль, Дуэ, Орши и Сен-Омер. Было заключено новое перемирие сроком на один год, начинающееся 11 июля 1478 г..
Когда в июле 1479 г. перемирие истекло, Людовик XI отказался его продлевать, и война в Артуа возобновилась. Максимилиан во главе армии, состоящей в основном из фламандских ополченцев, осадил Теруан, последовавшая битва при Гинегатте 7 августа с французской армией стала для него победной, хоть он и не смог захватить ни Аррас, ни Теруан.
Затем Франция предприняла блокаду Бургундских Нидерландов, которая имела катастрофические экономические последствия. Максимилиан и вдовствующая герцогиня надеялись на военную и экономическую поддержку со стороны короля Англии Эдуарда IV, но французские субсидии и надежда выдать дочь Елизавету замуж за дофина Карла отговорили его от каких-либо действий.

## Араский мирный договор
1482 г. Людовик XI планировал женить Карла на дочери Марии и Максимилиана Маргарите.. 21 августа 1480 г. было заключено новое перемирие, продлившееся до июня 1482. Переговоры начались в Аррасе: король ежедневно ездил на них из Тура.
Мария де Бургундия умерла от падения с лошади 27 марта 1482 г., не имевший собственной легитимности в Нидерландах Максимилиан был вызван в апреле генеральными штатами Фландрии, Эно, Брабанта и Голландии для переговоров. Они стремились уменьшить власть Максимилиана и были готовы передать Артуа Франции, Филипп де Коммин даже приписывает им готовность уступить «всех подданных этого дома, говорящих по-французски», то есть ещё Эно и Намюр. 28 июля 1482 г. с падением д’Эйра, Франция снова захватило всё графство Артуа.

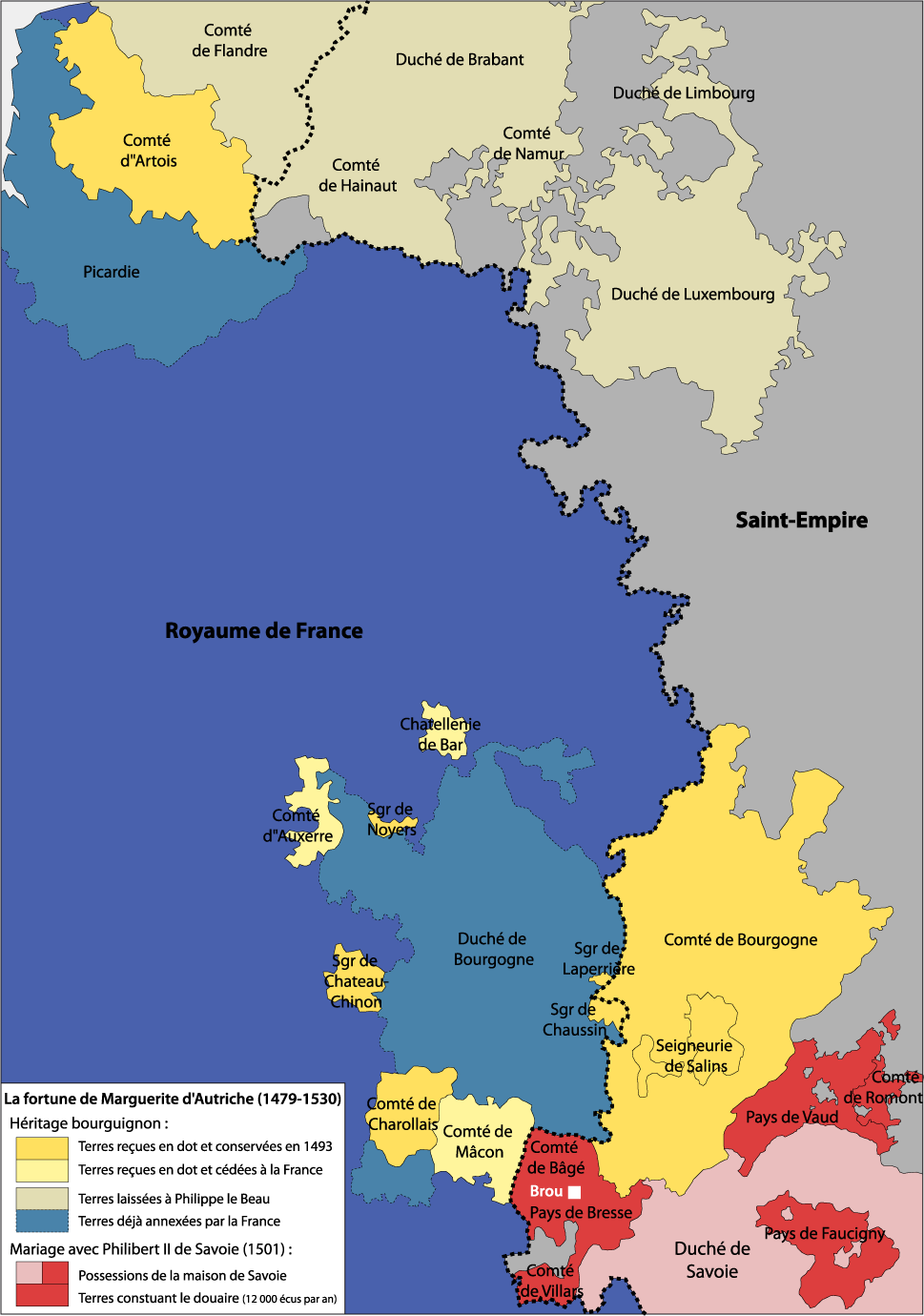
Территории под управлением Маргариты Австрийской

В конце концов Максимилиан согласился, чтобы герцогство Бургундия, графство Булонь и города на Сомме не упоминались в договоре. Он также согласился с тем, что в соглашении не упоминаются права женщин.
Аррасский договор был подписан 23 декабря 1482 г. и ратифицирован Людовиком XI в январе 1483 г. в Плесси,. Dans tout le royaume, on alluma des feux de joie. весной Франция перестала выплачивать субсидии Англии..
Дофин должен был жениться на Маргарите Австрийской, чьё приданное составляли оккупированные земли герцогства Бургундия, куда немедленно вошла французская администрация::
- графства: Бар-сюр-Сен, Артуа, Бургундия, Макон, Осер, Шароле;
- сеньории Шато-Шинон, Шоссен, Лаперьер, Нуайе и Сален.

Остальная часть Фландрии, герцогства Брабант, Лимбург, Люксембург, графства Фландрия, Эно, Намюр, Голландия и Зеландия гарантированы эрцгерцогу Филиппу Красивому при условии, однако, что последний отдаст оммаж Франции за графство Фландрия. Людовик XI также отзывал свое право выкупить Галльскую Фландрию (города и владения Лилля, Дуэ и Орши, а также Турнези) в силу сомнительных действий, датированных браком Филиппа Смелого. Однако, если брак будет аннулирован до наступления совершеннолетия супругов, или если пара останется бездетной, приданое Маргариты возвращалось к её брату Филиппу Красивому или его потомкам, опять же при условии оммажа королю Франции за перемещающиеся земли короны. И наоборот, если бы умер брат Маргариты, Филипп Красивый, все Бургундские Нидерланды переходили под суверенитет Франции.

## Санлисский договор
Узнав, что Максимилиан Австрийский намеревается жениться на Анне Бретонской, ставший королём Карл Амбуазский в 1491 г. расторг помолвку с Маргаритой. Согласно Аррасскому договору, Максимилиану должны были вернуть всё приданое Маргариты.
23 мая 1493 г. был заключён Санлисский договор, по которому Максимилиан сохранил за собой Артуа, графство Бургундия, Шароле и часть присоединенных владений герцогства Бургундского (Нуайе, Шато-Шинон, Шоссен и Лаперьер). Эти земли должны были быть возвращены его брату при условии уплаты дани королю Франции за перемещаемые коронные феодальные владения. Графства Осер и Макон, а также сеньория Бар-сюр-Сен временно остались во Франции в ожидании последующего арбитража, который отнес их к королевским владениям.
Наконец, восточная граница Франции была пересмотрена и депортирована, впервые после Верденского договора, по реке Сона: все герцогство Бургундское теперь было включено в состав королевства и к западу от Соны, создав четкую границу между герцогством и графством Бургундия.

### Первичные источники
- Philippe Contamine (éd.), " Face à l’offensive française. Rapport communiqué à Louis XI sur les forces dont Marie de Bourgogne pourrait disposer (Arras, 9 mars 1477) ", dans Jacques Paviot (dir.), Liber amicorum Raphaël de Smedt, t. III : Historia, Louvain, Peeters, coll. " Miscellanea neerlandica, XXV ", 2001, p. 153—163.

### Исследования
- Jean Favier, Louis XI, Paris, Fayard, 2001, 1019 p. (ISBN 2-213-61003-7, présentation en ligne archive).
- Paul Murray Kendall (trad. Éric Diacon), Louis XI : " l’universelle araigne " [" Louis XI : The Universal Spider "], Paris, Fayard, 1974, XXVIII-584 p. (ISBN 2-213-00038-7, présentation en ligne archive).
- Réédition : Paul Murray Kendall (trad. de l’anglais par Éric Diacon), Louis XI : l’universelle araigne [" Louis XI : The Universal Spider "], Paris, Pluriel, coll. " Pluriel ", 2014, 702 p., poche (ISBN 978-2-8185-0428-4).
- Jean-Marie Cauchies, Louis XI et Charles le Hardi. De Péronne à Nancy (1468—1477) : le conflit, Bruxelles, De Boeck Université, coll. " Bibliothèque du Moyen Âge " (no 8), 1996, 184 p. (ISBN 2-8041-2128-3, présentation en ligne archive), présentation en ligne [archive].
- Jean Robert de Chevanne, " Les États de Bourgogne et la réunion du Duché à la France en 1477 ", Mémoires — Société d’archéologie de Beaune (Côtes-d’Or), Beaune, Imprimerie beaunoise, 1930, p. 195—245 (lire en ligne archive).
- Jean Robert de Chevanne, " les débuts de la campagne en 1478 en Bourgogne ", Mémoires — Société d’archéologie de Beaune (Côtes-d’Or), Beaune, Imprimerie beaunoise, 1932, p. 289—306.
- Jean Robert de Chevanne, " Étude sur deux documents relatifs à l’insurrection bourguignonne en 1478 ", Mémoires — Société d’archéologie de Beaune (Côtes-d’Or), Beaune, Imprimerie beaunoise, 1934, p. 46-47.